# Turkiska huset, Rijeka
Turkiska huset (kroatiska: Turska kuća, italienska: Casa turca) är en byggnad i Rijeka i Kroatien. Den kulturmärkta byggnaden uppfördes under den österrikisk-ungerska administrationen år 1879 och bär idag orientaliska stildrag. Byggnadens arkitektoniska nymoriska stil är unik för Kroatien och den är på grund av det och sin färgglada och utarbetade fasad en av Rijekas sevärdheter. Turkiska huset är beläget i stadsdelen Luka, vid korsningen Vatroslav Lisinskis gata (Ulica Vatroslava Lisinskog) och Verdis gata (Verdijeva ulica), i närheten av Stora saluhallen i den centrala delen av staden.

## Arkitektur och historik
Byggnaden uppfördes år 1879 i dåvarande österrikisk-ungerska Fiume vars officiella kroatiska namn idag är Rijeka. Den ägdes av den lokala änkan och adelsdamen Antonia Bartolich Galletich som år 1891 lät äkta den 22 år yngre armeniern Nikolaki Effendi de Nicolaides. Denne hade under flera år tjänat som osmansk diplomat och handelsrepresentant i Spanien. År 1898 kom han till Rijeka för att där tjäna som grekisk-turkisk konsul. Paret bodde i Bartolich Galletichs familjehus (sedermera kallat Turkiska huset).  
På Nikolaides initiativ antog byggnaden gradvis en orientalisk stil. Rekonstruktionen av den ursprungliga byggnaden finansierades med hustruns besparingar. Bland annat tillkom 96 inskriptioner på fyra olika varianter av arabiska på byggnadens fasad. Inskriptionerna kommer från Koranen och har en universell betydelse, såsom "sanningen är vår räddning" och "lita på Gud".

### Fotnoter
1. 1 2 3  ”Casa Turca” (på engelska). Rijekaheritage.org. Rijekas stad. https://rijekaheritage.org/en/kj/casaturca%2c%20turskakuca. Läst 22 april 2020.
2. 1 2 3 4 5  ”Turkish House” (på engelska). Visitrijeka.hr. Rijekas turistråd (Rijekas stad). Arkiverad från originalet den 15 september 2016. https://web.archive.org/web/20160915020946/http://www.visitrijeka.eu/What_To_See/Architecture/Turkish_House. Läst 22 april 2020.
3. ↑  ”Turska kuća” (på kroatiska). Htdr.hr. Hrvatsko-Tursko društvo Rijeka (Rijekas kroatisk-turkiska sällskap). https://www.htdr.hr/turska-kuca. Läst 22 april 2020.